# Olivia Coo
Olivia "Bong" Coo (Manilla, 3 juni 1948) is een voormalig Filipijns bowler. Coo is viervoudig wereldkampioene en vijfvoudig goudenmedaillewinnares op de Aziatische Spelen. Ze behoorde tot de eerste bowlers die in 1993 werden opgenomen in de International Bowling Hall of Fame. Tevens is ze de eerste Filipijnse atleet die werd vermeld in het Guinness Book of World Records.

## Carrière
In haar totale carrière won ze 135 kampioenschappen, en presteerde ze het om 28 jaar lang minimaal één Masters-toernooi per jaar op haar naam te schrijven. Zo won ze onder meer de Bowling World Cup (1979), de Asian Games Singles en Masters (1978), de FIQ Zone Championships Masters (1972 en 1992), the FIQ Zone Championships Singles (1978 en 1984) en de South East Asian Games Masters (1981). In 1986 werd ze uitgeroepen tot beste bowler ter wereld. Met het Filipijnse team won Coo 78 medailles, waarvan 37 gouden, 23 zilveren en 18 bronzen. 
In 2000 werd ze gekozen als een van de beste Filipijnse sporters van het millennium en werd ze als enige sporter opgenomen in de lijst van 100 Filipijnse vrouwen van de eeuw. Ook kreeg ze een speciale oorkonde van Juan Antonio Samaranch, de voorzitter van het IOC als eerbetoon voor de wijze waarop ze de ontwikkeling en deelname van vrouwen in de sport heeft gestimuleerd. In 2001 werd ze door het Filipijns Congres aangehaald als de Filipijnse altleet met de meeste medailles ooit. 
Na het beëindigen van haar sportieve carrière deed zij bij de verkiezingen van 2004 namens de partij Aksyon Demokratiko mee aan de Senaatsverkiezingen. Ze behaalde bij die verkiezingen echter niet voldoende stemmen voor een zetel in de Filipijnse Senaat.